# St. Petersburg Open 2017
Il St. Petersburg Open 2017 è stato un torneo di tennis giocato su campi in cemento al coperto. È stata la ventiduesima edizione del torneo facente parte del circuito ATP World Tour 250 series nell'ambito dell'ATP World Tour 2017. Si è giocato al Sibur Arena di San Pietroburgo, in Russia, dal 18 al 24 settembre 2017.

## Partecipanti

### Teste di serie
| Nazionalità | Giocatore             | Ranking* | Testa di serie |
| ----------- | --------------------- | -------- | -------------- |
| Spagna      | Roberto Bautista Agut | 13       | 1              |
| Francia     | Jo-Wilfried Tsonga    | 18       | 2              |
| Italia      | Fabio Fognini         | 29       | 3              |
| Francia     | Adrian Mannarino      | 31       | 4              |
| Germania    | Philipp Kohlschreiber | 34       | 5              |
| Italia      | Paolo Lorenzi         | 38       | 6              |
| Serbia      | Viktor Troicki        | 47       | 7              |
| Germania    | Jan-Lennard Struff    | 54       | 8              |

* Ranking all'11 settembre 2017.

### Altri partecipanti
I seguenti giocatori hanno ricevuto una wild card per il tabellone principale:
- Evgeny Donskoy
- Jo-Wilfried Tsonga
- Evgeny Tyurnev

Il seguente giocatore è entrato in tabellone col ranking protetto:
- Ričardas Berankis

I seguenti giocatori sono passati dalle qualificazioni:

- Liam Broady
- Ernests Gulbis
- Daniel Masur
- John-Patrick Smith

Il seguente giocatore è entrato in tabellone come lucky loser:
- Radu Albot

## Campioni

### Singolare
Damir Džumhur ha sconfitto in finale  Fabio Fognini col punteggio di 3–6, 6–4, 6–2.
- È il primo titolo in carriera per Džumhur.

### Doppio
Roman Jebavý /  Matwé Middelkoop hanno sconfitto in finale  Julio Peralta /  Horacio Zeballos col punteggio di 6–4, 6–4.